# 椿說弓張月
《椿說弓張月》是一部日本江戶時代的傳奇小說讀本，由曲亭馬琴作、葛飾北齋畫。該書的全稱為《鎮西八郎為外傳 椿說弓張月》。1807年-1811年刊行，共5篇。其講述的是鎮西八郎源為朝前往琉球、開創琉球王朝的故事。
椿說弓張月的前篇於1807年出版，以後逐漸出版了後篇、續篇、拾遺、殘篇，總計5篇29冊。前篇和後篇是根據《保元物語》的記載進行忠實描寫的，之後則是根據傳說編的（可能一定程度上受到了琉球《中山世鑑》的影響）。由於源為朝是《保元物語》中的悲劇英雄，該書頗為流行，與曲亭馬琴的另一部作品《南總里見八犬傳》同為代表作。
《椿說弓張月》中引用了大量中日古代文學著作的典故。其中包括平安時代的軍記物語《保元物語》、佐藤行信的《伊豆國海島風土記》、中國明末清初的《水滸後傳》、中國清朝徐葆光的《中山傳信錄》。其中該書前半部分參照了元祿時代水戶彰考館刊行的《參考保元物語》，後半部分相當部分參照了《水滸後傳》李俊渡海成為暹羅王的故事。同時，作者還活用了《中山傳信錄》中記載的琉球人名、地名和歷史事件等。
《椿說弓張月》曾在1914年和1955年兩次被編成電影。三島由紀夫曾在1969年創作將此作品編成歌舞伎，搬上了舞臺。

## 主要登場人物
- 源為朝：源為義第八子，弓道名手。
- 白縫姬：為朝正室，育有舜天丸。
- 尚寧王：琉球王。
- 寧王女：尚寧王第一王女。
- 白縫王女
- 八町礫紀平治：舜天丸的養父。
- 舜天丸：為朝與白縫姬的嫡子。誅滅曚雲，成為琉球國王舜天。
- 鶴、龜：琉球國忠臣毛國鼎的兩個兒子。
- 阿公：琉球著名巫女，參加了利勇的陰謀。
- 曚雲：妖僧。
- 崇德院：源為朝的主公，即崇德上皇。當時為怨靈，在源為朝危難之際現身相救。

## 文献

### 活字本
- 和田万吉校注 《椿說弓張月》（上中下）岩波文庫。
- 後藤丹治校注 《椿說弓張月》（上下）岩波書店〈日本古典文学大系〉。

### 現代日本語翻譯
- 三田村信行譯 《新編弓張月》（上卷、下卷)，白楊木社（ポプラ社），2006年。
- 平岩弓枝譯 《椿說弓張月》学研パブリッシング〈学研M文庫〉，2002年。

## 派生作品

### 錦繪

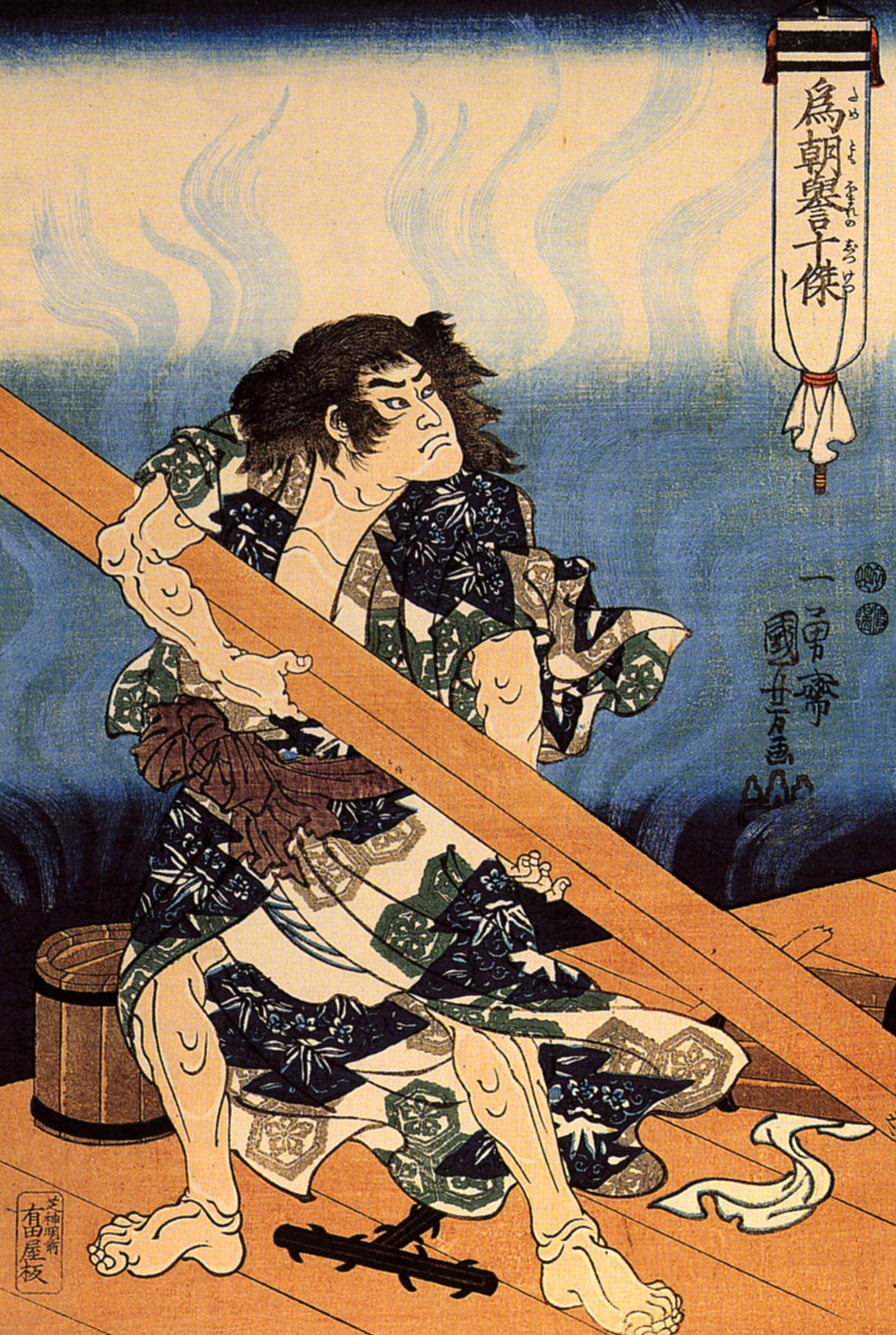
歌川國芳畫《為朝誉十傑》之一「源爲朝」
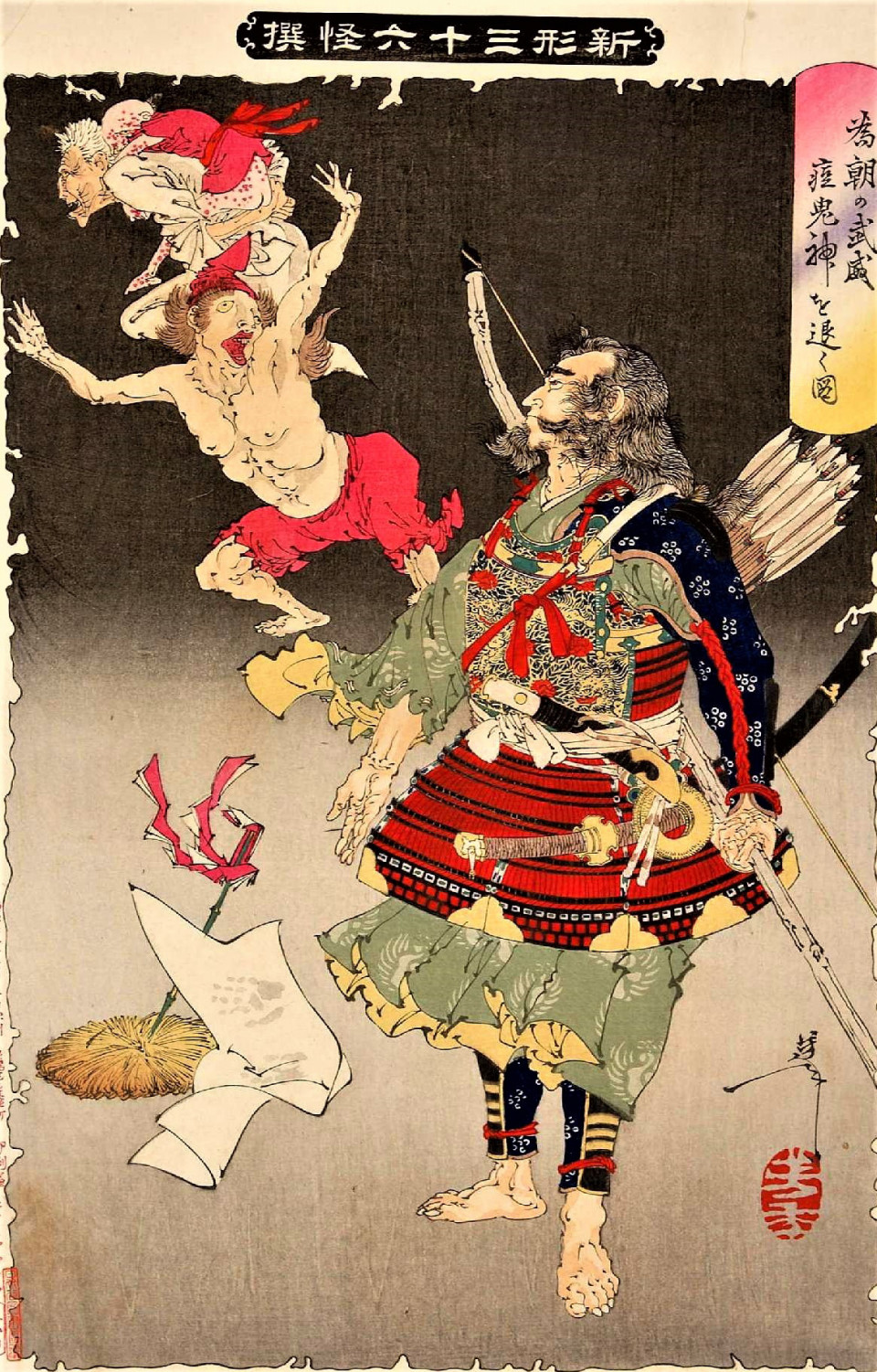
月岡芳年画
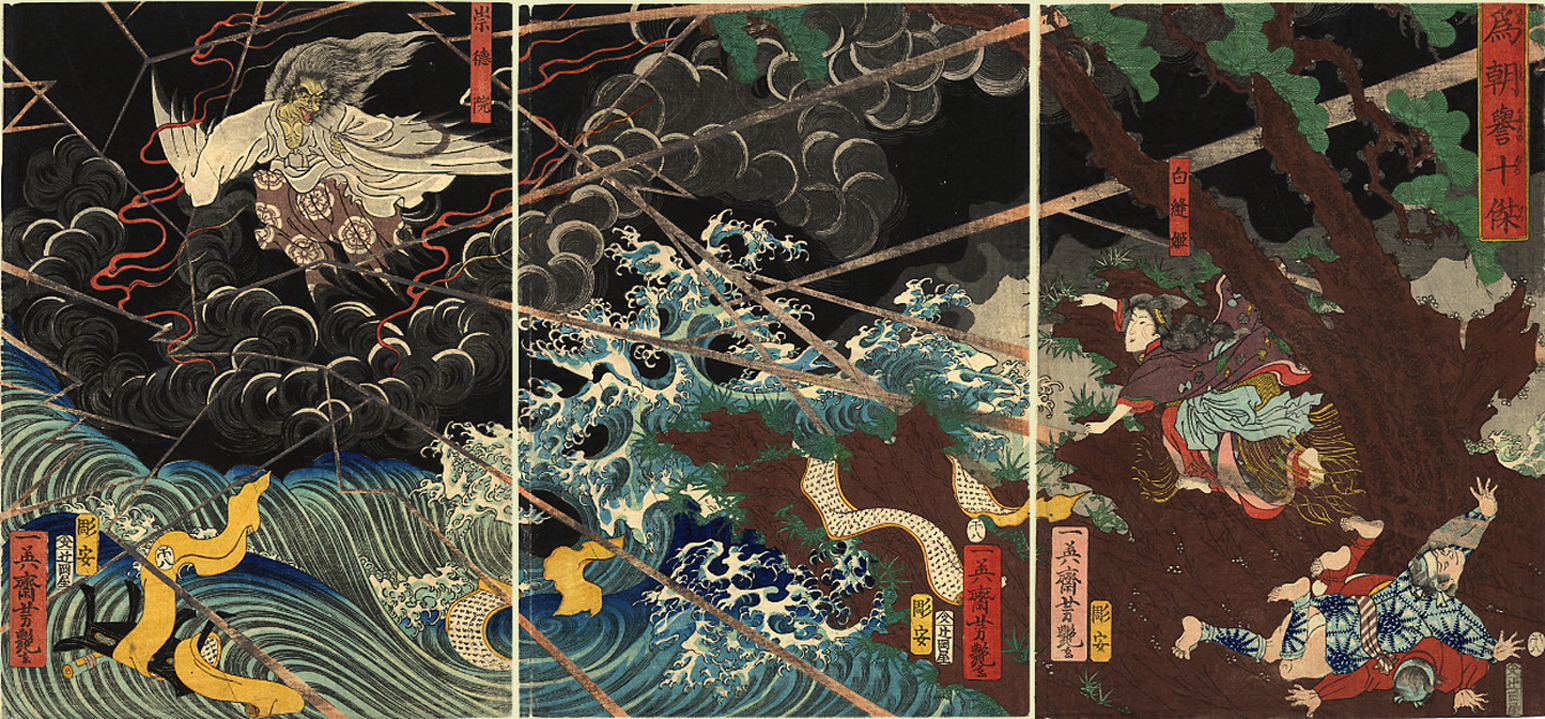
歌川芳艶画《為朝誉十傑》之一
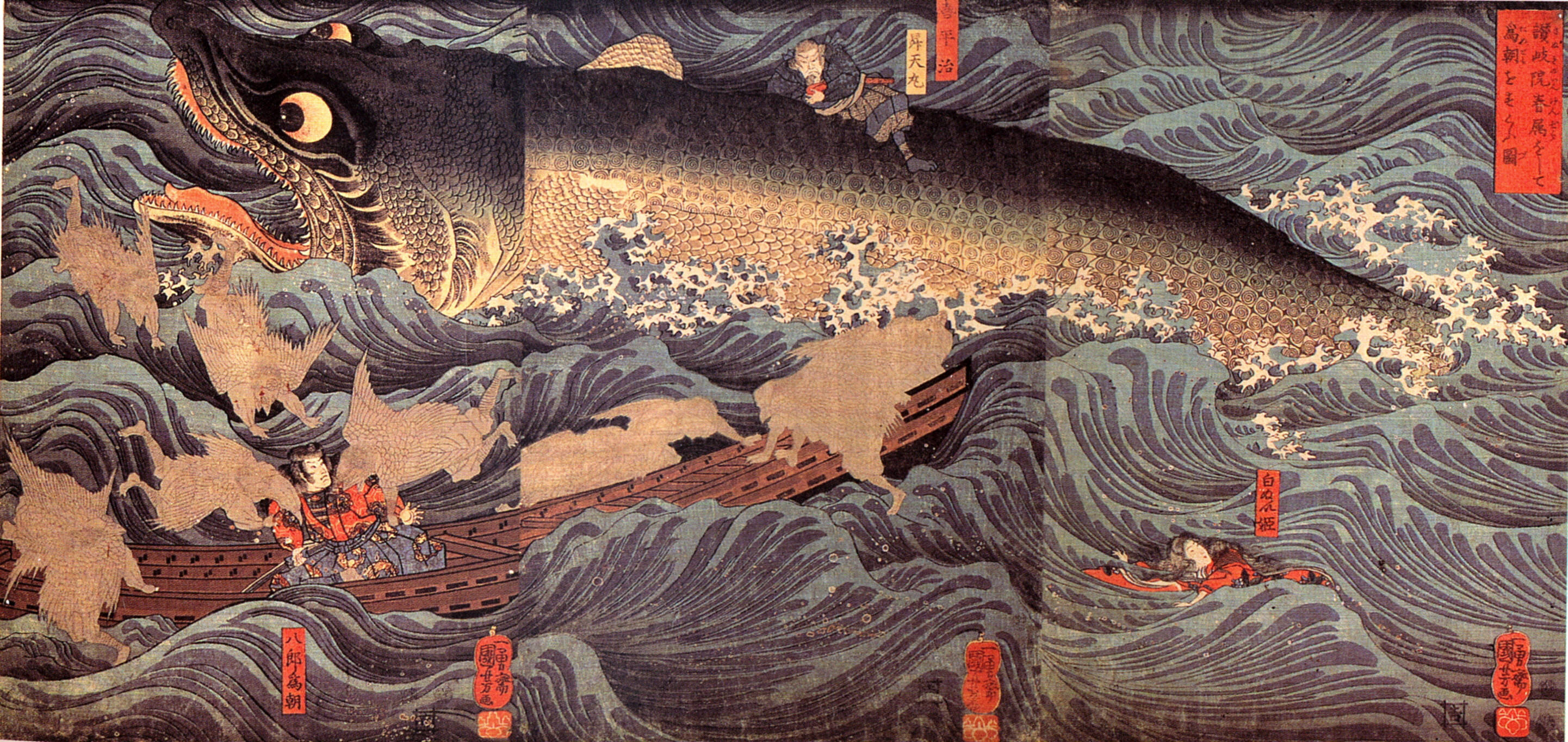
歌川國芳画
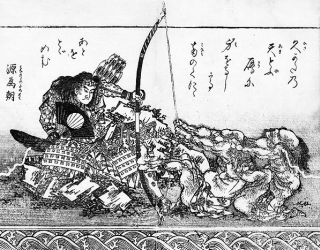
葛飾北齋畫，拉著大弓的源為朝

## 外部連結
- 椿説弓張月 （椙山女學園大學數碼圖書館） （页面存档备份，存于）